# Transit (galerie)
Transit is een galerie in Mechelen, die in 1988 in Leuven werd opgericht en in 1998 naar Mechelen verhuisde.
Transit toont en promoot internationale actuele kunst. De galerie is gevestigd in een art-deco-gebouw uit 1930. In een aparte achteraan gelegen galerie worden tweemaandelijks nieuwe tentoonstellingen georganiseerd. In het huis zelf kan men permanent werk ontdekken van de kunstenaars van de galerie en uit voorbije tentoonstellingen. Transit is een initiatief van 'arekipa bvba'.